# Lysiphlebus balcanicus
Lysiphlebus balcanicus är en stekelart som beskrevs av Starý 1998. Lysiphlebus balcanicus ingår i släktet Lysiphlebus och familjen bracksteklar. Inga underarter finns listade i Catalogue of Life.